# Оживальна форма

Оживальна форма типу «Спітцер», складена з дуг двох кіл з відношенням радіуса кола до калібру 120/100 = 1,2

Оживальна форма (також «оживало», від фр. ogive/augive) — обтічна дво- або тривимірна форма, проміжна між конусом і еліпсоїдом. Термін вживається зазвичай при описі форми крил літака, снарядів і куль, а також зрідка в архітектурі.

## Застосування
Застосування оживальної форми для тіл, що рухаються в повітряному середовищі, почалося в XIX столітті; до цього артилерійські снаряди та кулі зазвичай мали сферичну форму. Серед переваг оживальной форми перед іншими (конічною і напівсферичною/еліптичною) зазначаються:
- зменшення опору повітрю і пов'язане з цим збільшення дальності стрільби для снарядів, куль і ракет[1];
- зменшення аеродинамічного нагріву головних частин балістичних ракет і космічних кораблів.

## Характеристика форми
Класична оживальна форма («оживало Кармана») утворена дугами двох кіл (див. рисунок; в тривимірному випадку використовується обертання цих дуг). «Гостроту» форми при цьому можна охарактеризувати відношенням радіуса кіл до максимального діаметра (калібру в разі снаряда/кулі). Чим більше це відношення, тим «гостріше» виглядає тіло. Для куль відношення зазвичай лежить в межах від 4 до 10 (типово близько 6); для снарядів доходить до 16.

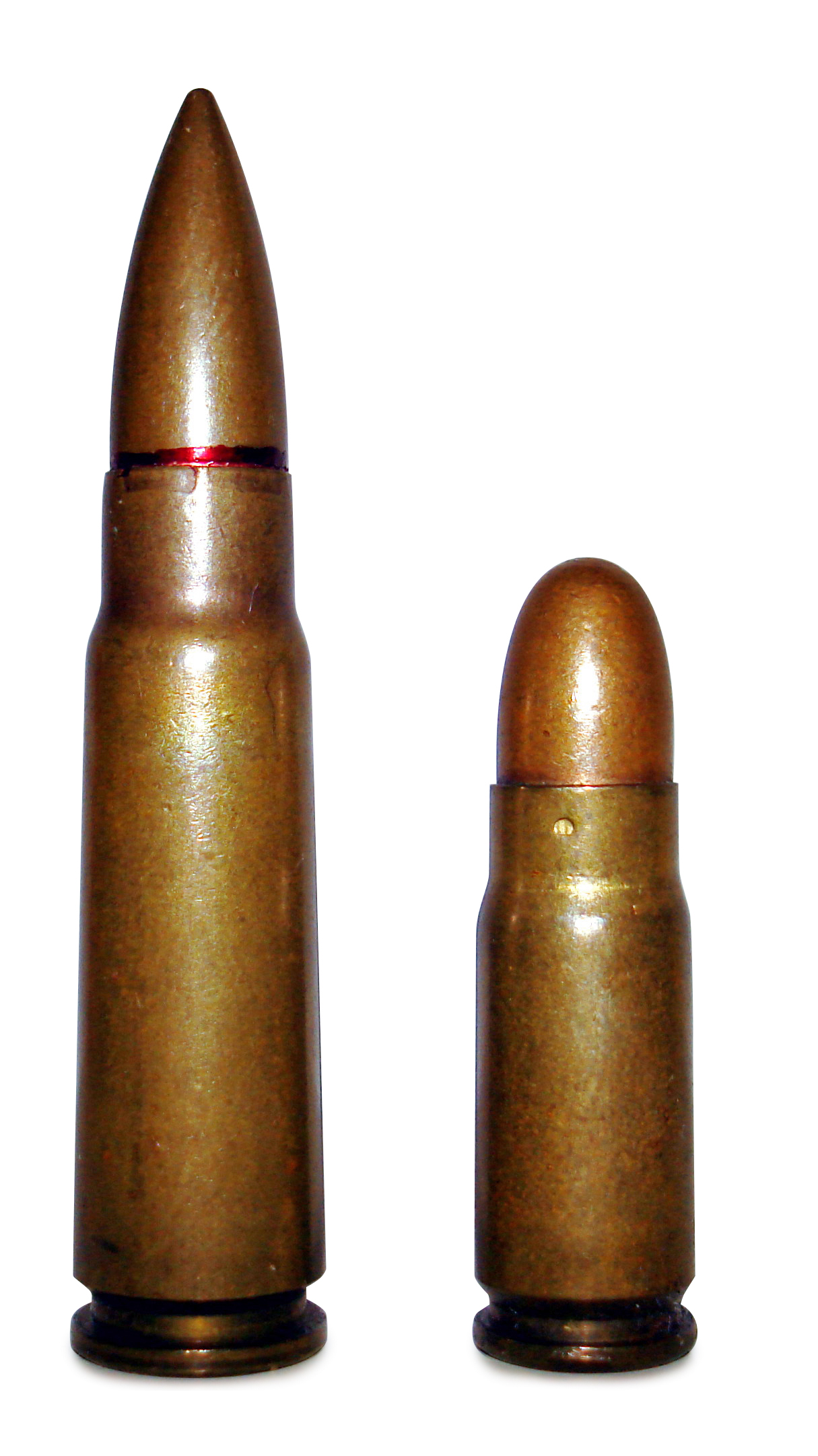
Набій з кулею «Спітцер» (ліворуч)

Куля називається тип «Спітцер» (англ. Spitzer, від нім. Spitzgeschoss, загострена куля), якщо її кінець не є округленими, а дотична утворююча ожівальну форму дуг окружності в місцях сполучення з циліндричною частиною кулі паралельна сторонам циліндра.

## У архітектурі
Арки і вікна оживальної форми, традиційні для готичної архітектури, їх називають «стрілчасті».
Арки оживальної форми, наприклад з дерев'яних конструкцій, також іменовані «високими арками» використовуються при зведенні складських приміщень для зберігання сипучих матеріалів.